# Kevin Fertig
Kevin Matthew Fertig (Memphis (Tennessee), 17 januari 1977) is een Amerikaans professioneel worstelaar die vooral bekend is van zijn tijd bij World Wrestling Entertainment als Mordecai en Kevin Thorn, van 2002 tot 2007.
Tijdens zijn periode bij WWE, was hij lid van New Breed waar hij de rol had van een vampier.

## In het worstelen
- Finishers
  - The Crucifix
  - Dark Kiss / Original Sin

- Signature moves
  - Shoulder jawbreaker

- Managers
  - Ariel

## Prestaties
- Frontier Elite Wrestling
  - FEW Heavyweight Championship (5 keer)
  - FEW Deadman's Heavyweight Championship (3 keer)

- Memphis Championship Wrestling
  - MCW Hardcore Championship (1 keer)
  - MCW Southern Heavyweight Championship (1 keer)
  - MCW Southern Tag Team Championship (1 keer: met Trash)

- Memphis Wrestling
  - Memphis Wrestling Southern Heavyweight Championship (2 keer)

- Ohio Valley Wrestling
  - OVW Southern Tag Team Championship (1 keer: met Travis Bane)